# The Burglar Who Robbed Death
Pour plus de détails, voir Fiche technique et Distribution.
The Burglar Who Robbed Death est un film muet américain réalisé par Lem B. Parker et sorti en 1913.

## Fiche technique
- Titre : The Burglar Who Robbed Death
- Réalisation : Lem B. Parker
- Scénario : Lanier Bartlett
- Producteur :  William Selig
- Société de production : Selig Polyscope Company
- Société de distribution : General Film Company
- Pays de production :  États-Unis
- Langue : Anglais
- Format : Noir et blanc — 35 mm — 1,33:1 — Muet
- Genre : Film dramatique
- Durée : 10 minutes
- Date de sortie : 
  - États-Unis : 30 avril 1913

## Distribution
- Harold Lockwood : Dr. Armand
- Kathlyn Williams : Mme Harrison
- Al Ernest Garcia : Mr. Harrison
- Baby Lillian Wade : l'enfant d'Harrison
- Dorothy Arnold : Mme Armand
- Audrey Littlefield : le bébé Armand
- Jessie Wyckoff : La nurse
- Daisy Prideaux : l'infirmière de Mme Armand
- Lillian Clark :